# Wœrth
Wœrth (Duits: Wörth an der Sauer) is een stadje en  gemeente in het Franse departement Bas-Rhin (regio Grand Est). De plaats maakt deel uit van het arrondissement Haguenau-Wissembourg. Wœrth telde op 1 januari 2022 1.676 inwoners.

## Geschiedenis
Het stadje werd gekocht door de Graven van Lichtenberg in 1308 van de Wildgraven van Kirchberg. 
Tijdens de Franse Revolutie werd op 22 december 1793 de Slag van Woerth-Froeschwiller een overwinning van Generaal Lazare Hoche aan het hoofd van het Armée de Moselle op het Pruisisch leger van Charles-Guillaume-Ferdinand de Brunswick en het Oostenrijkse van Dagobert Sigmund von Wurmser.
Op 6 augustus 1870 werd tijdens de Frans-Duitse Oorlog de Slag van Froeschwiller-Woerth uitgevochten waarbij de Franse maarschalk Patrice de Mac Mahon werd verslagen.

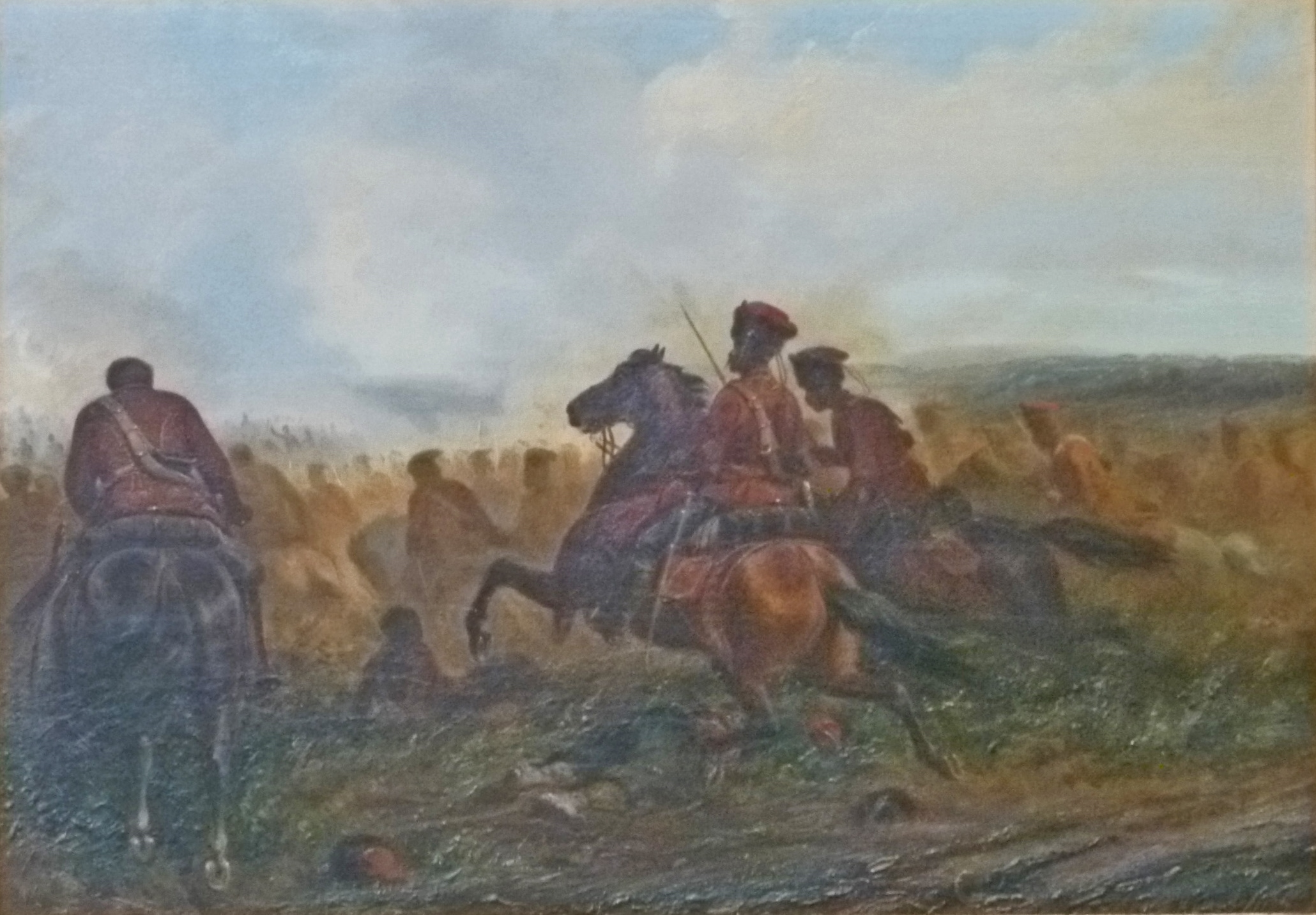
Slag van Froeschwiller-Woerth tijdens de Frans-Duitse Oorlog door Jules van Imschoot

Na deze oorlog werd de gemeente in overeenkomst met het Verdrag van Frankfurt opgenomen in het Duitse Keizerrijk, na de Eerste Wereldoorlog werd de gemeente weer Frans om en tijdens Tweede Wereldoorlog werd de gemeente weer tijdelijk geannexeerd door Nazi-Duitsland.
Wœrth maakte deel uit van het arrondissement Wissembourg tot dit op 1 januari 2015 fuseerde met het arrondissement Haguenau tot het huidige arrondissement Haguenau-Wissembourg. Op 22 maart van datzelfde jaar ging ook het kanton waar Wœrth de hoofdplaats van was op in het op die dag gevormde kanton Reichshoffen.

## Geografie
De oppervlakte van Wœrth bedroeg op 1 januari 2022 6,47 vierkante kilometer; de bevolkingsdichtheid was toen 259 inwoners per km².

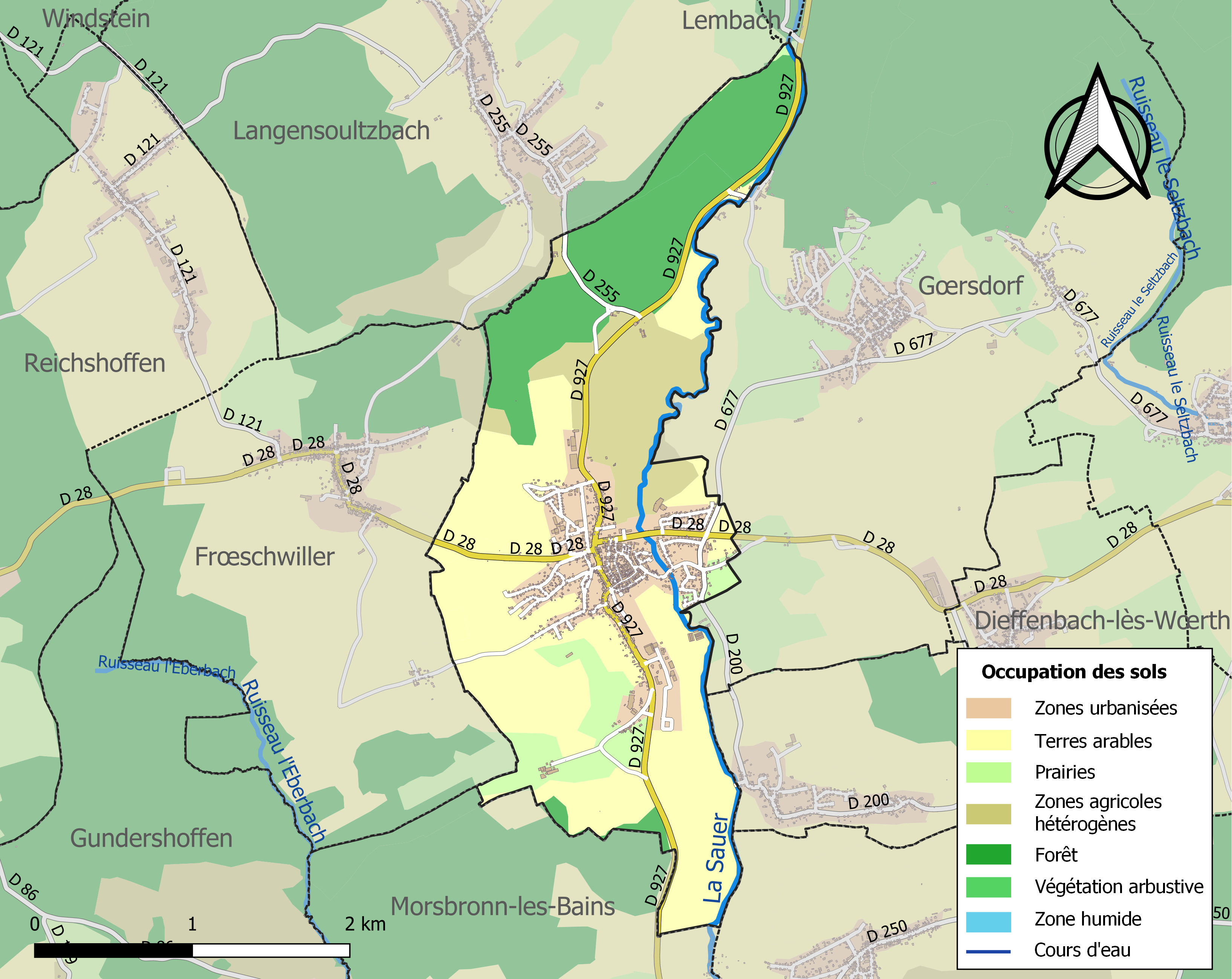
Kaart van de gemeente met de belangrijkste infrastructuur, bodemgebruik en omliggende gemeenten

## Demografie
Onderstaande figuur toont het verloop van het inwonertal (bron: INSEE-tellingen).

## Afbeeldingen

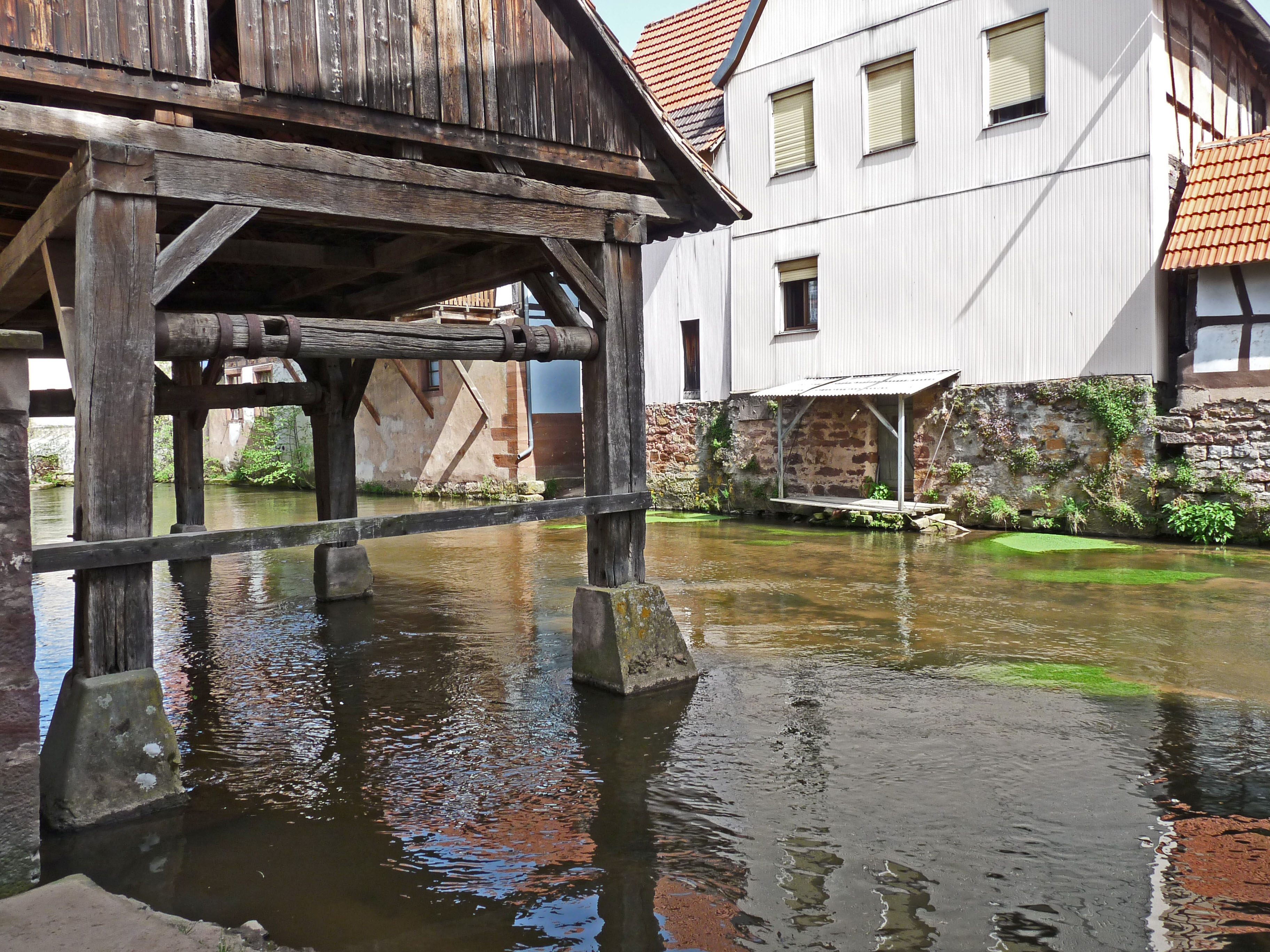
Openbare wasplaats
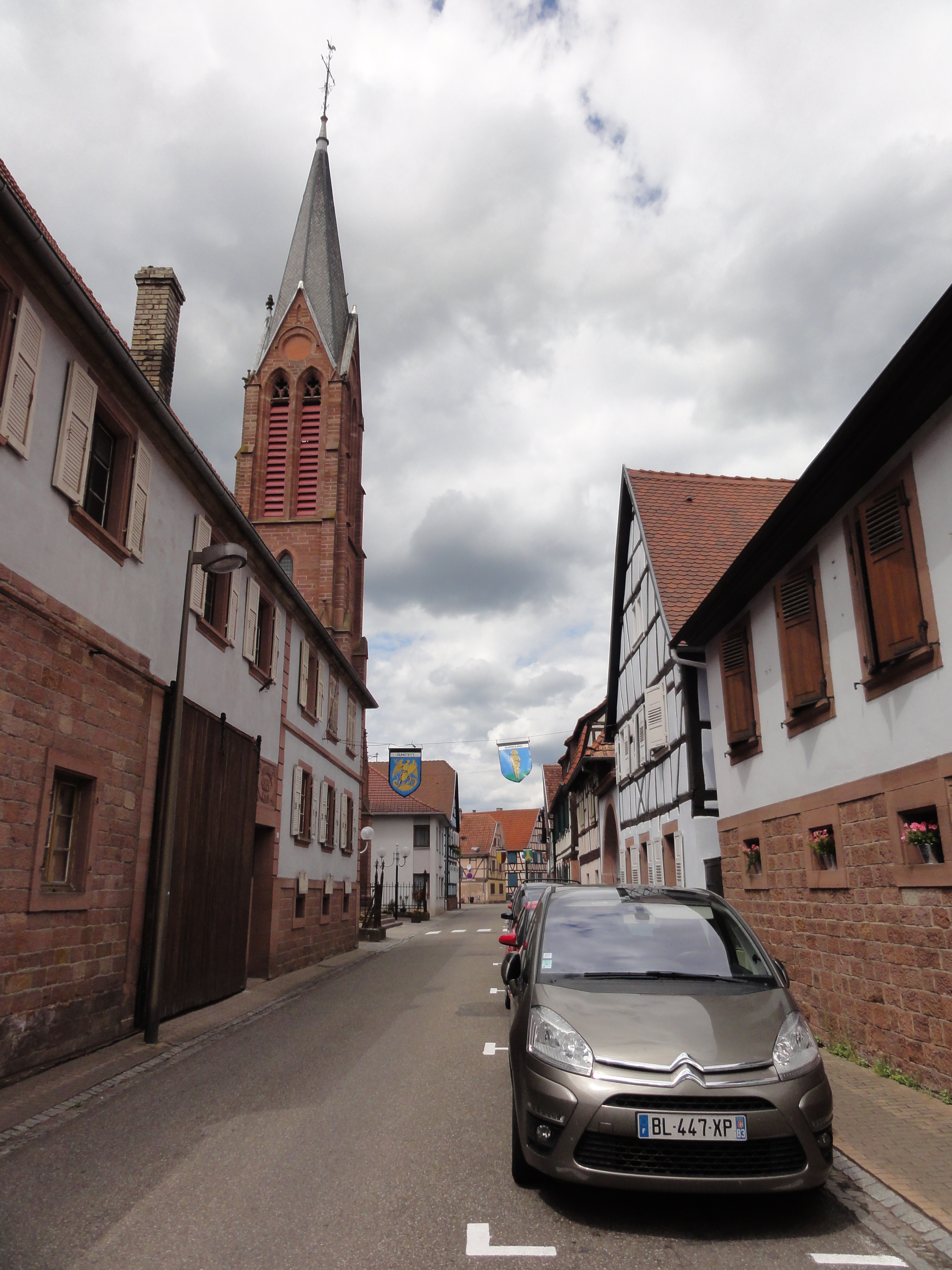
Sint-Laurenskerk
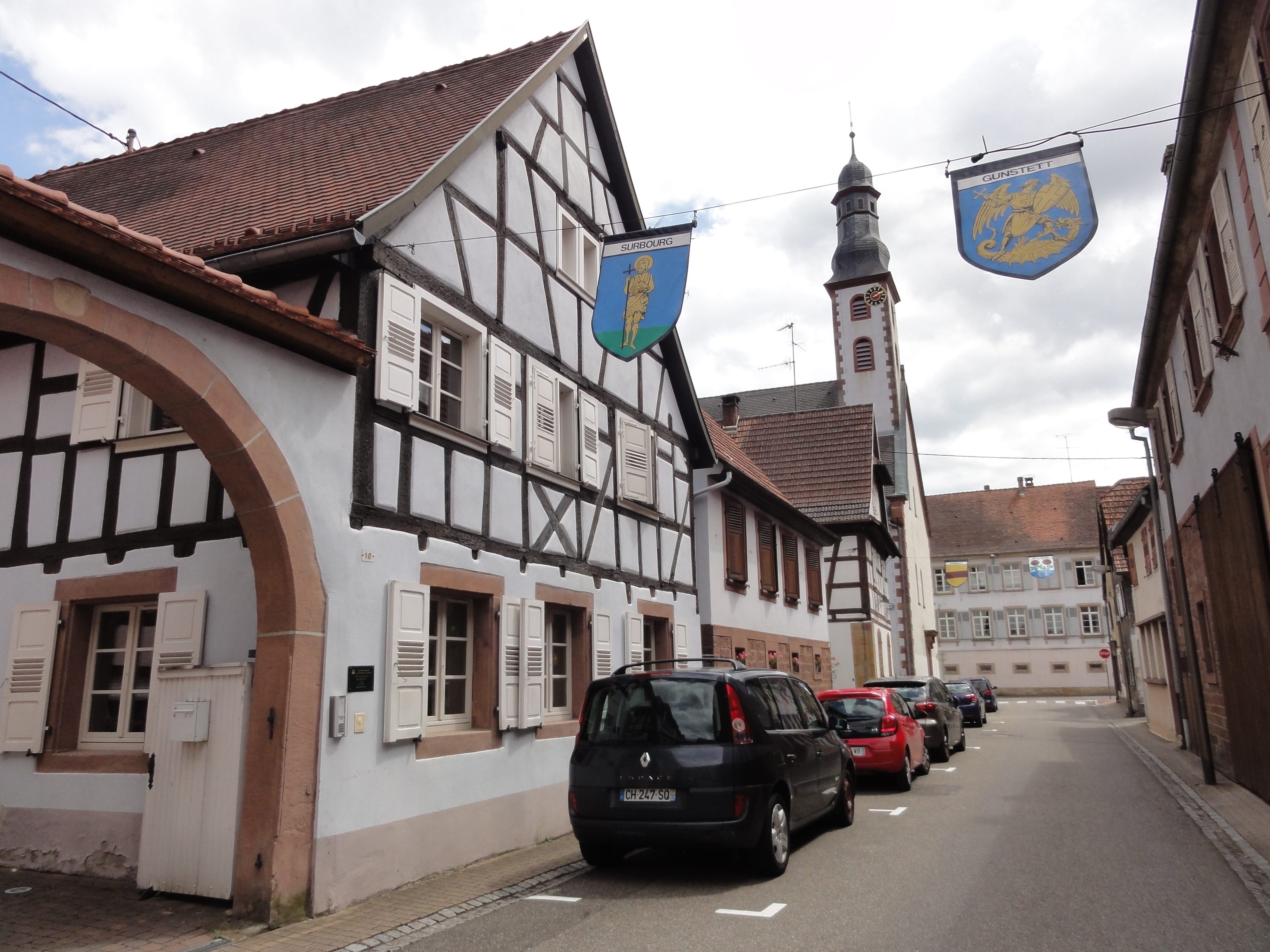
Protestantse kerk en nabij gelegen boerderij
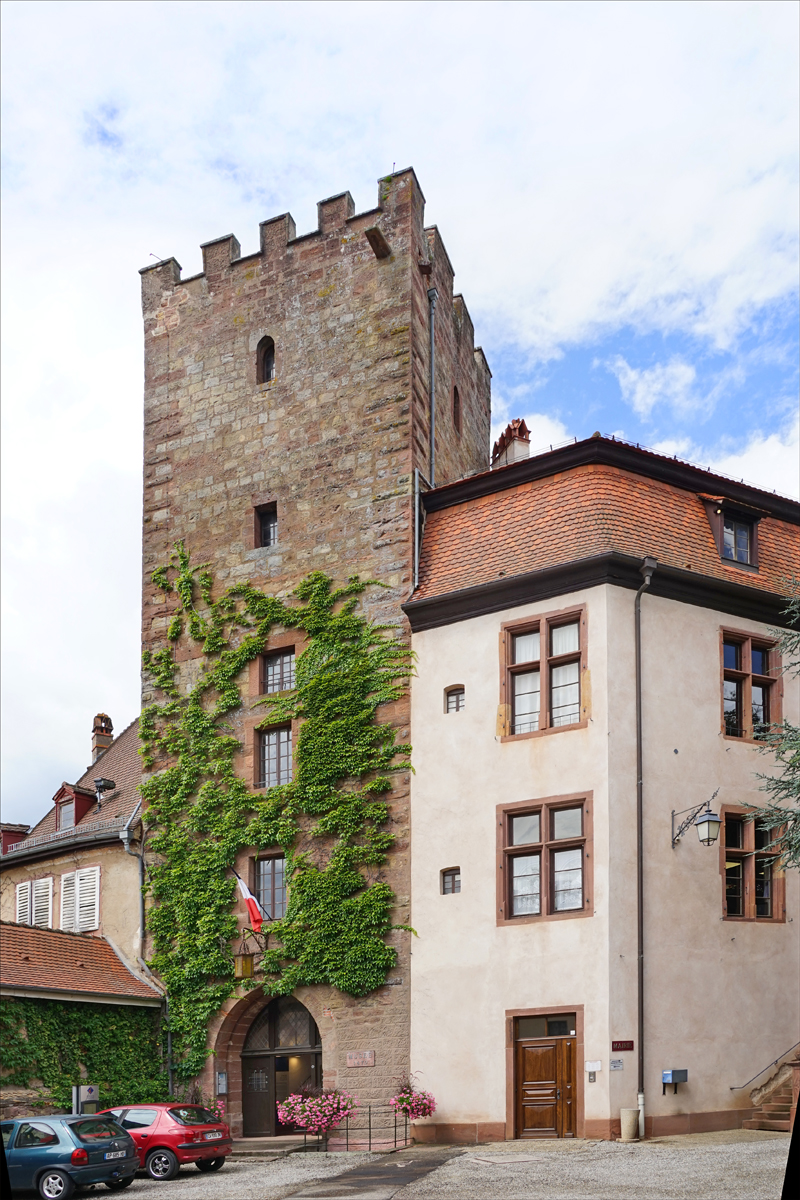
Kasteel van Wœrth / Wörth an der Sauer
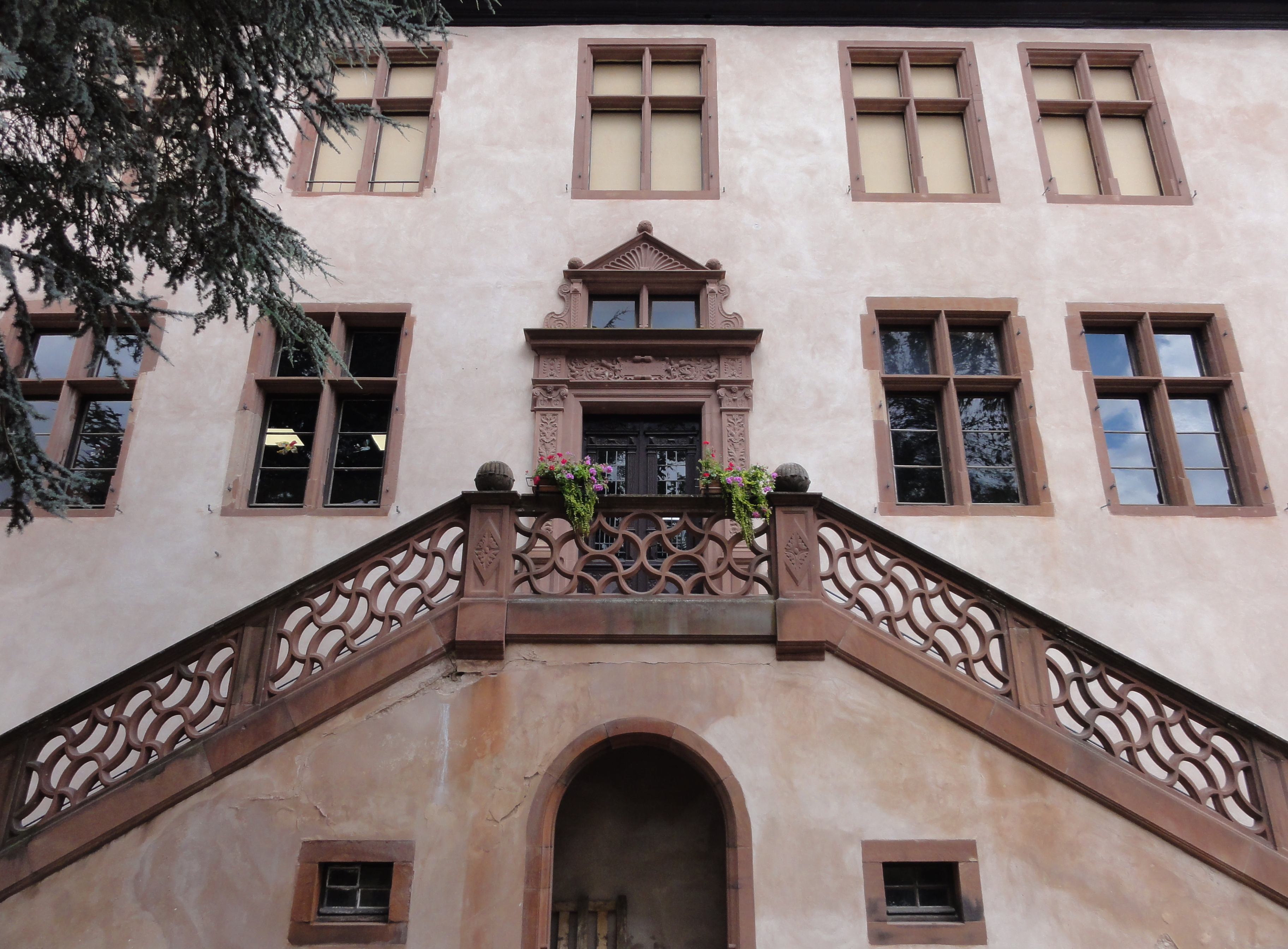
Bordes aan de voorzijde van het kasteel
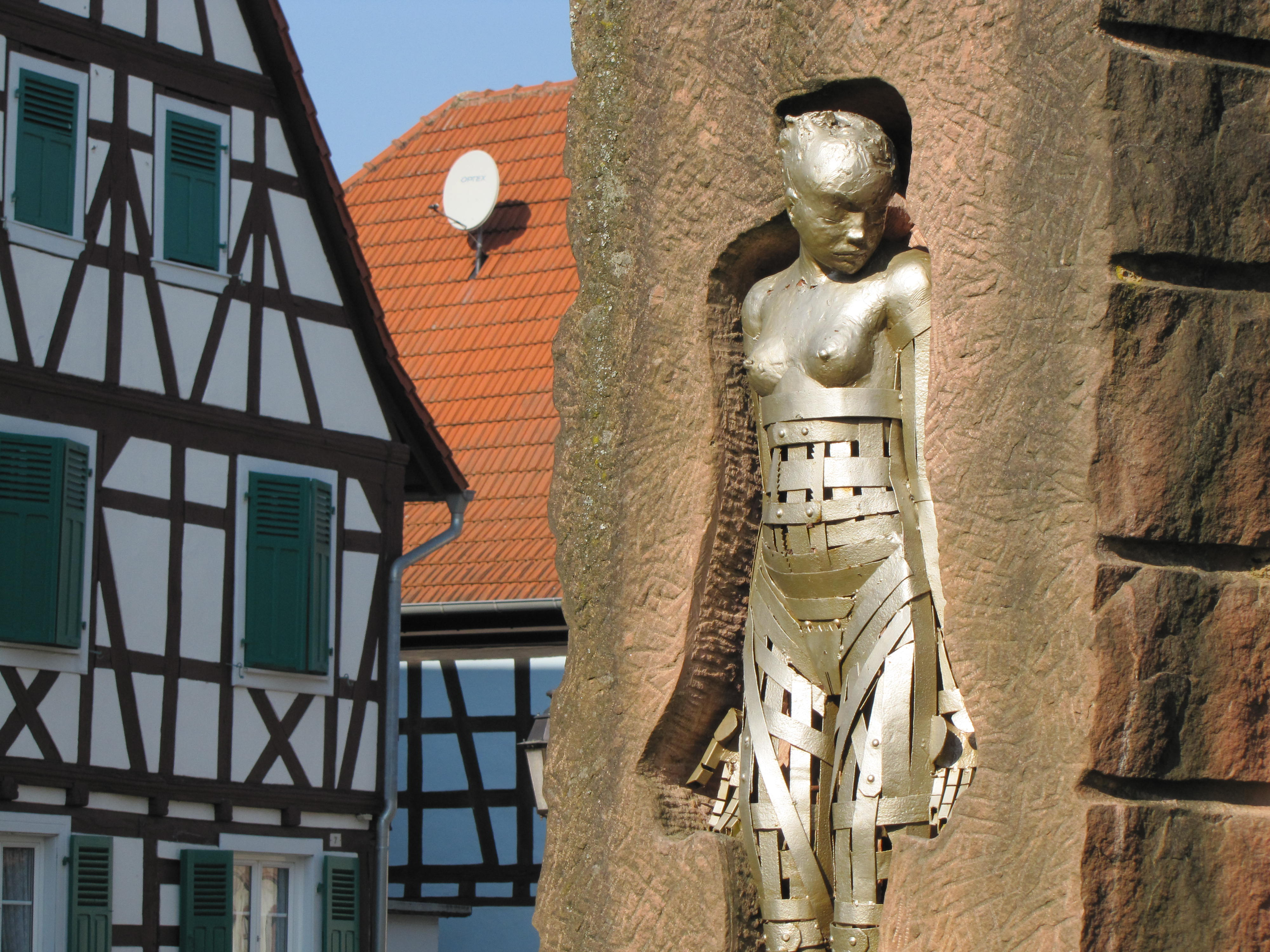
Kunstwerk nabij het kasteel
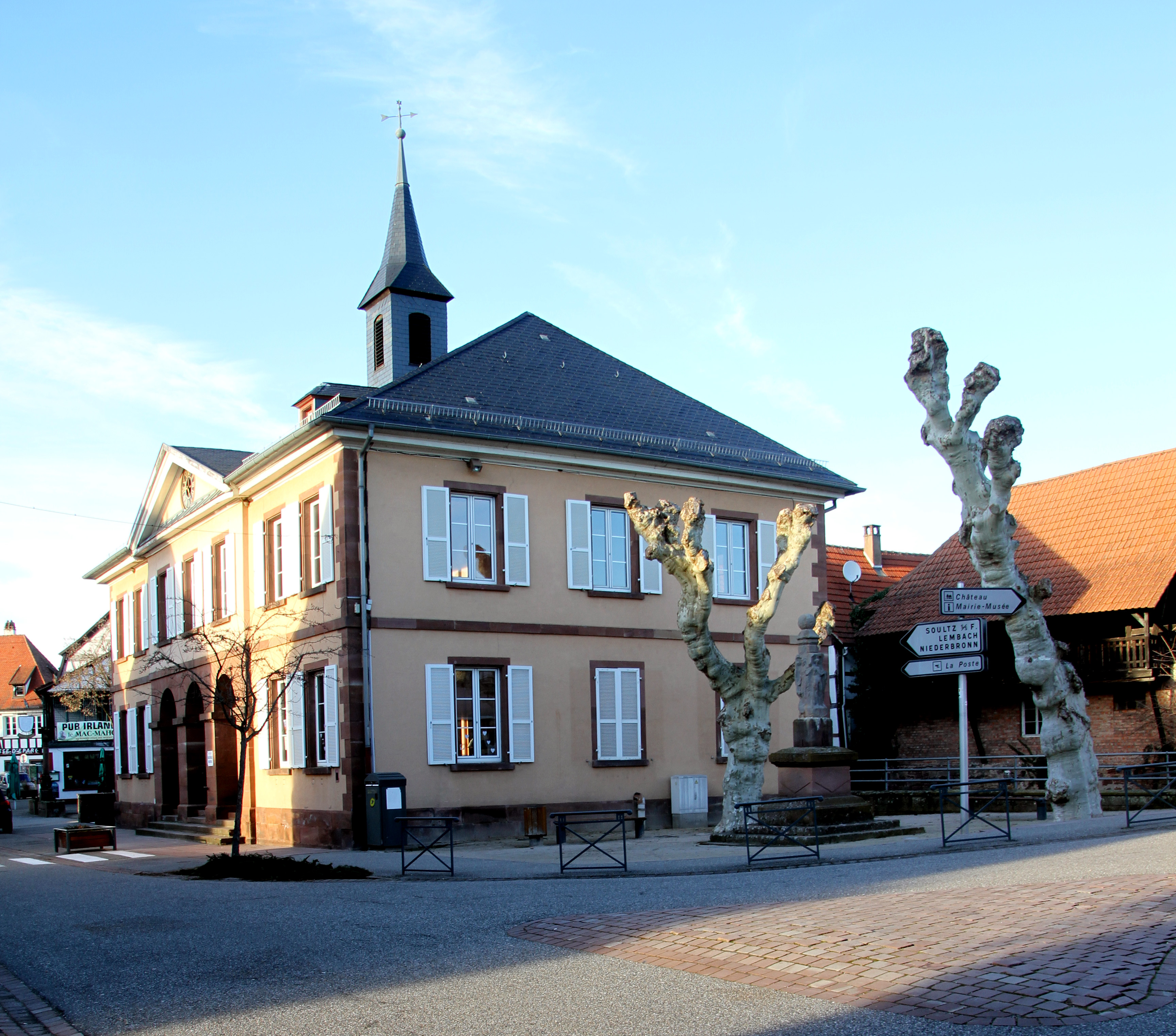
Plaatselijke bibliotheek
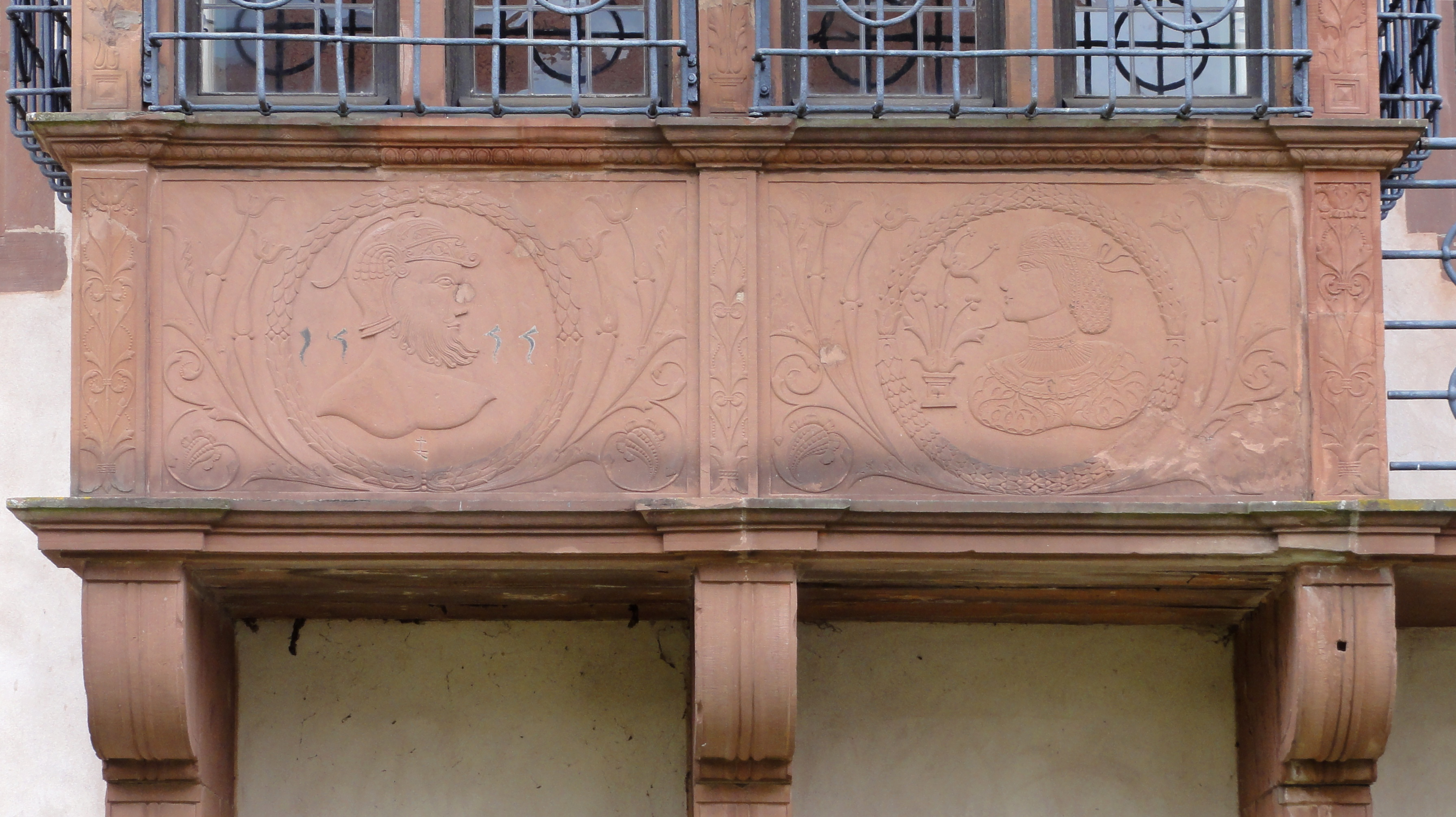
16e-eeuwse reliëfs op huizen
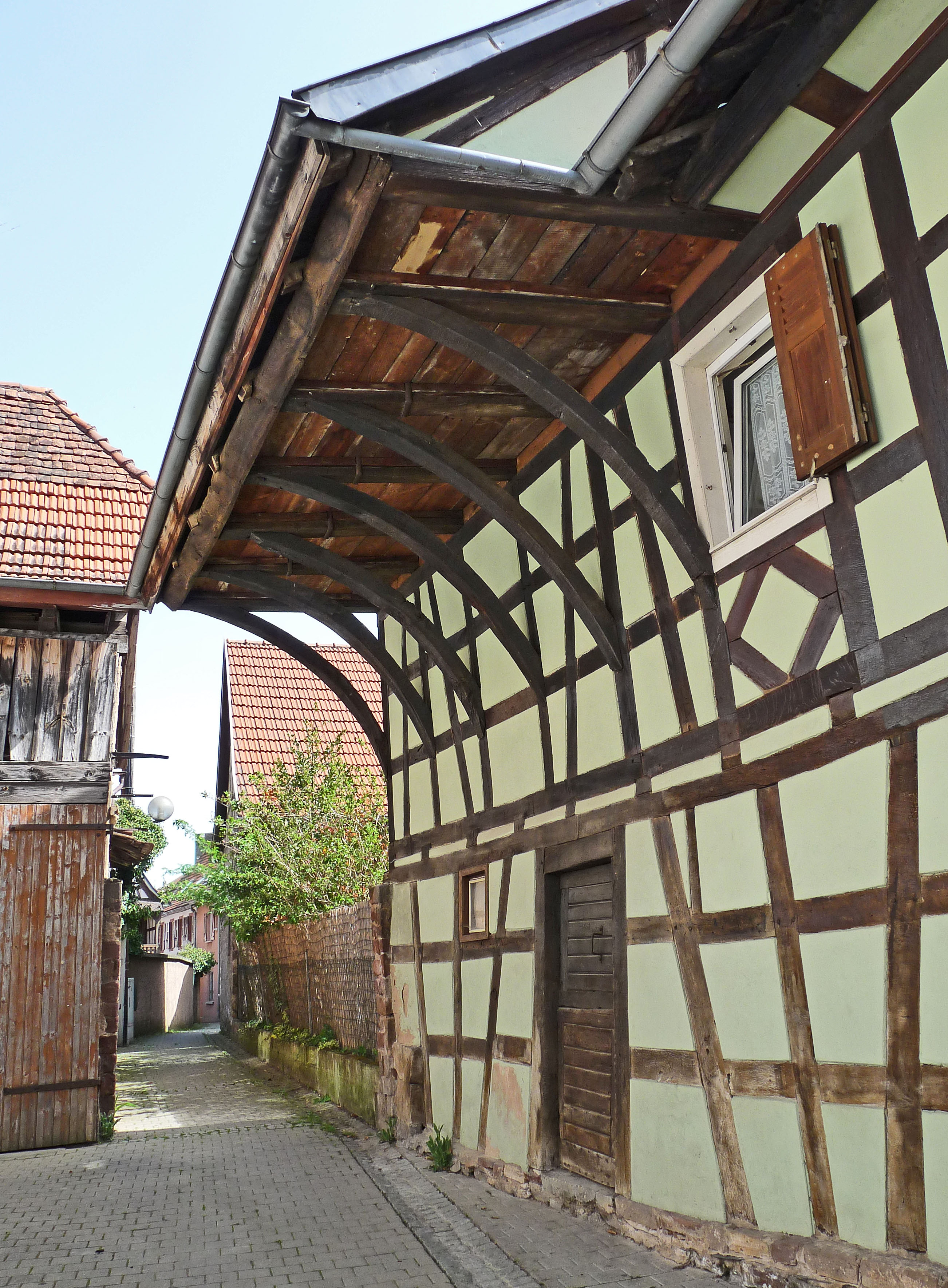
Historische boerderij
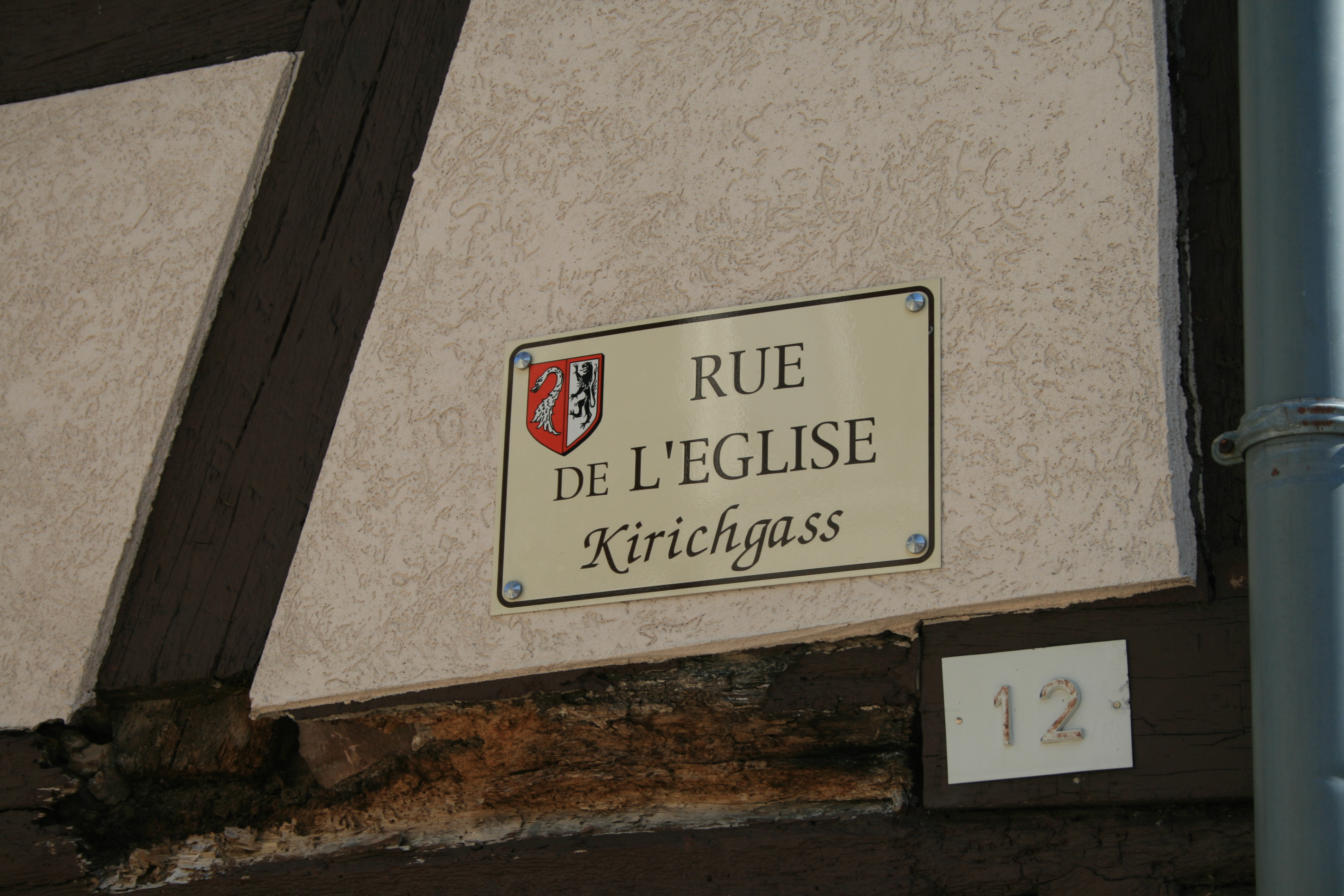
Tweetalige straatnaamborden

## Geboren
- Wynkyn de Worde (???-1534), drukker en uitgever in Londen